# Scaptomyza photophilia
Scaptomyza photophilia är en tvåvingeart som beskrevs av Hardy 1965. Scaptomyza photophilia ingår i släktet Scaptomyza och familjen daggflugor. Inga underarter finns listade i Catalogue of Life.